# Lebens-Ansichten des Katers Murr

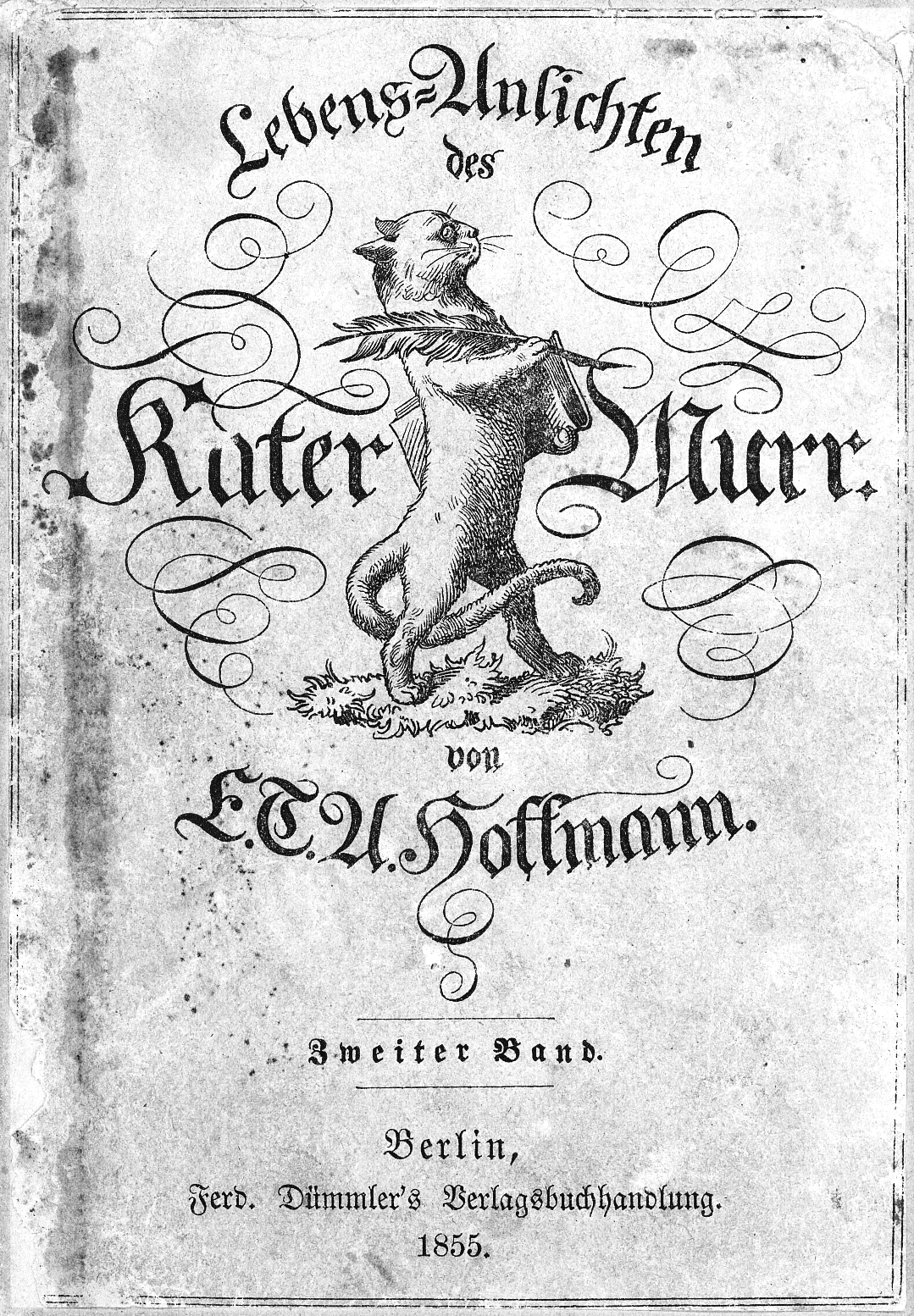
Umschlag mit einem Porträt des Katers, vermutlich nach einer eigenen Zeichnung Hoffmanns.

Lebens-Ansichten des Katers Murr nebst fragmentarischer Biographie des Kapellmeisters Johannes Kreisler in zufälligen Makulaturblättern ist ein satirischer Roman von E.T.A. Hoffmann. Die beiden Bände erschienen 1819 und 1821; ein 3. Band war in Planung.

## Handlung
Der Roman besteht aus zwei zunächst völlig getrennt scheinenden Biographien: der des Katers Murr und der des Kapellmeisters Kreisler.
Der wie ein Mensch sprechende, denkende und gebildete Kater fungiert als Ich-Erzähler und Autobiograph, dessen chronologische Schilderung seiner Erlebnisse von seiner Geburt bis zum Zeitpunkt der Niederschrift zahlreiche ausführliche Kommentare und Reflexionen zur „Bildung des Lesers“ enthält. Indem Murr ein angeblich funktionierendes Rezept dafür liefert, „wie man sich zum großen Kater bilde“, setzt sich der Roman kritisch mit der zeitgenössischen Trivialisierung der Bildungsidee auseinander.
Motive und klassische Elemente des Bildungsromans werden parodiert: Murr erlebt eine „lehrreiche“ Jugendfreundschaft (zum Pudel Ponto), eine „persönlichkeitsformende“ Liebe (zur Katze Miesmies), versucht sich in Saufgelagen und Ehrenduellen als „tüchtiger Katzbursch“ und in der „höhern Kultur und Welt“ (der Hunde) als feiner Gesellschafter. Schließlich bildet er sich autodidaktisch zum „homme de lettres“ aus. Hoffmann nutzt dies zu zahlreichen Seitenhieben auf verschiedene kulturelle Strömungen und literarische Erscheinungen seiner Zeit.
Dem Vorwort zu den Bruchstücken einer bereits gedruckten Biographie des Komponisten Johannes Kreisler kann der Leser entnehmen, dass der ungeschickte Kater Murr jenes Original zerstückelte, seine Blätter als Unterlage oder Löschpapier verwendete und sie dann auch noch im Manuskript beließ. Der fiktive „Herausgeber“ des Buches war so unachtsam, den Setzer auch diese Textpassagen versehentlich mit abdrucken zu lassen.
In diesen „beigebundenen Fragmenten“ enthüllt sich das Schicksal des Musikers als ein gesellschaftliches Scheitern. Am Hofe eines Duodezfürsten, der wie der Protagonist als gebrochene Figur erscheint, da er seine Hofhaltung und seine Apanage nur noch zum Schein aufrechterhält, gerät Kreisler zwischen zwei Frauen – die einerseits die wahre Liebe, andererseits die strohfeuerartige, glühende Leidenschaft repräsentieren.

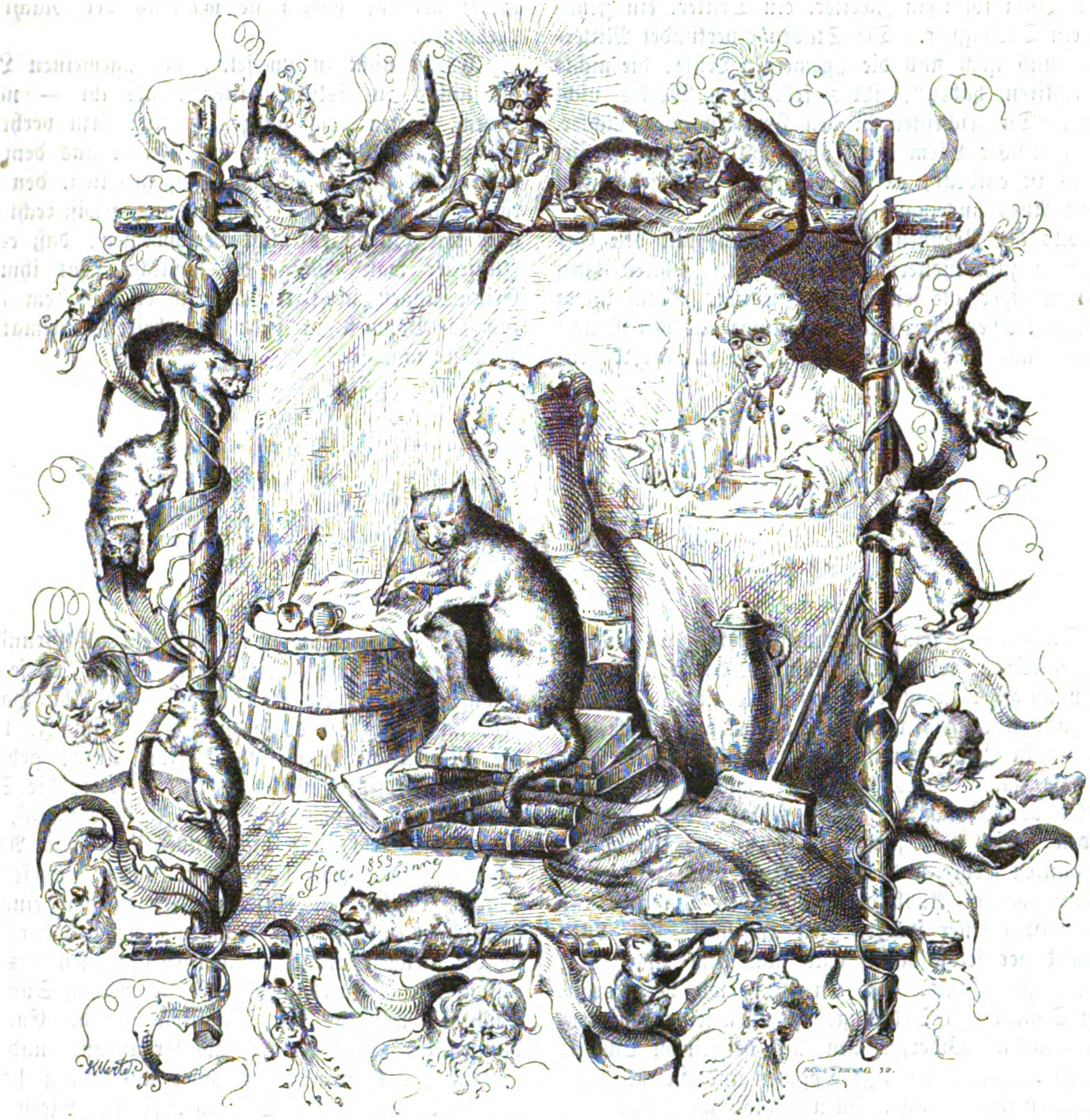
Kater Murr. (Zeichnung des Königs Ferdinand von Portugal, 1859.)
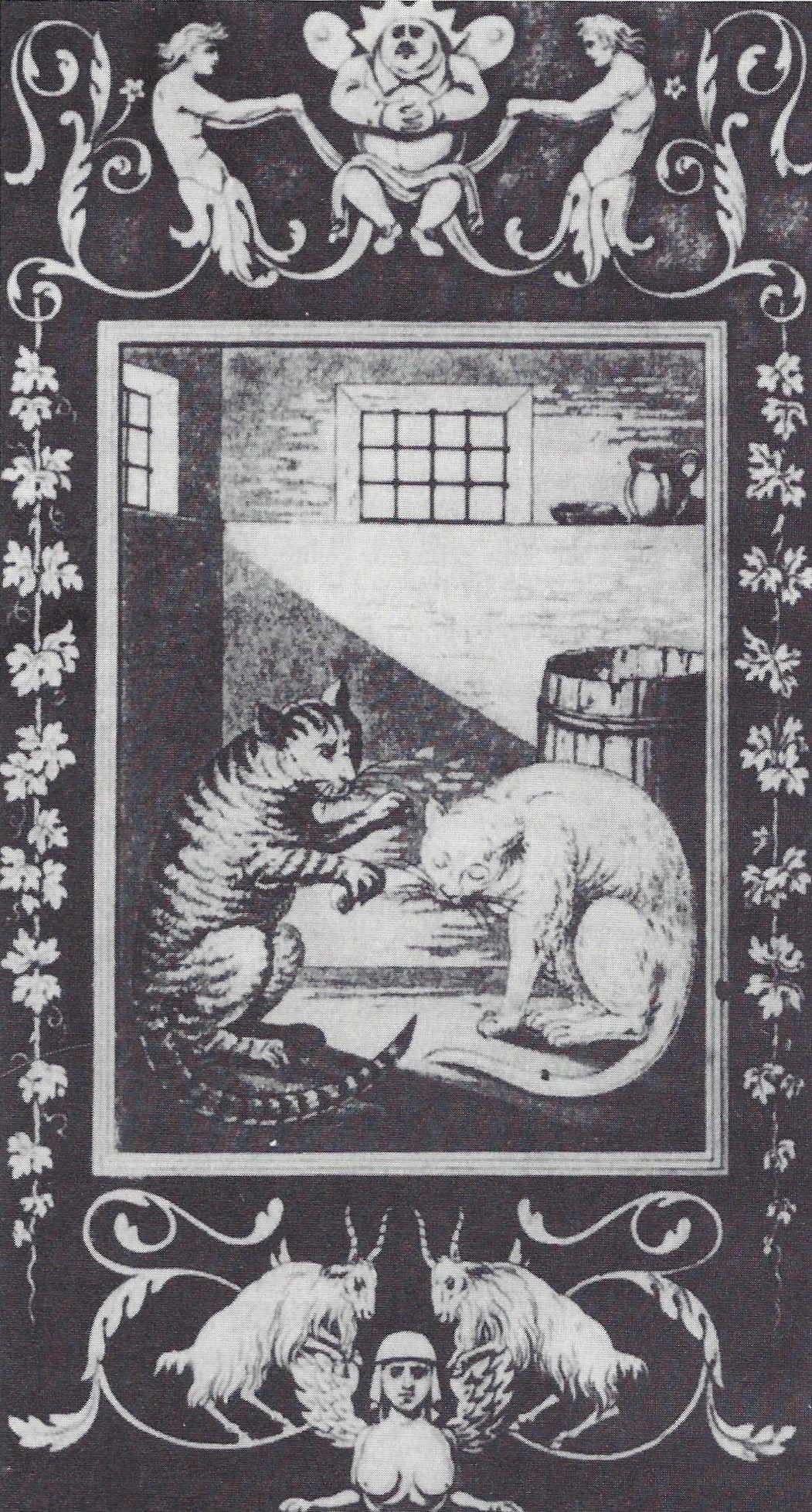
Murr und Miesmies (Hoffmann)
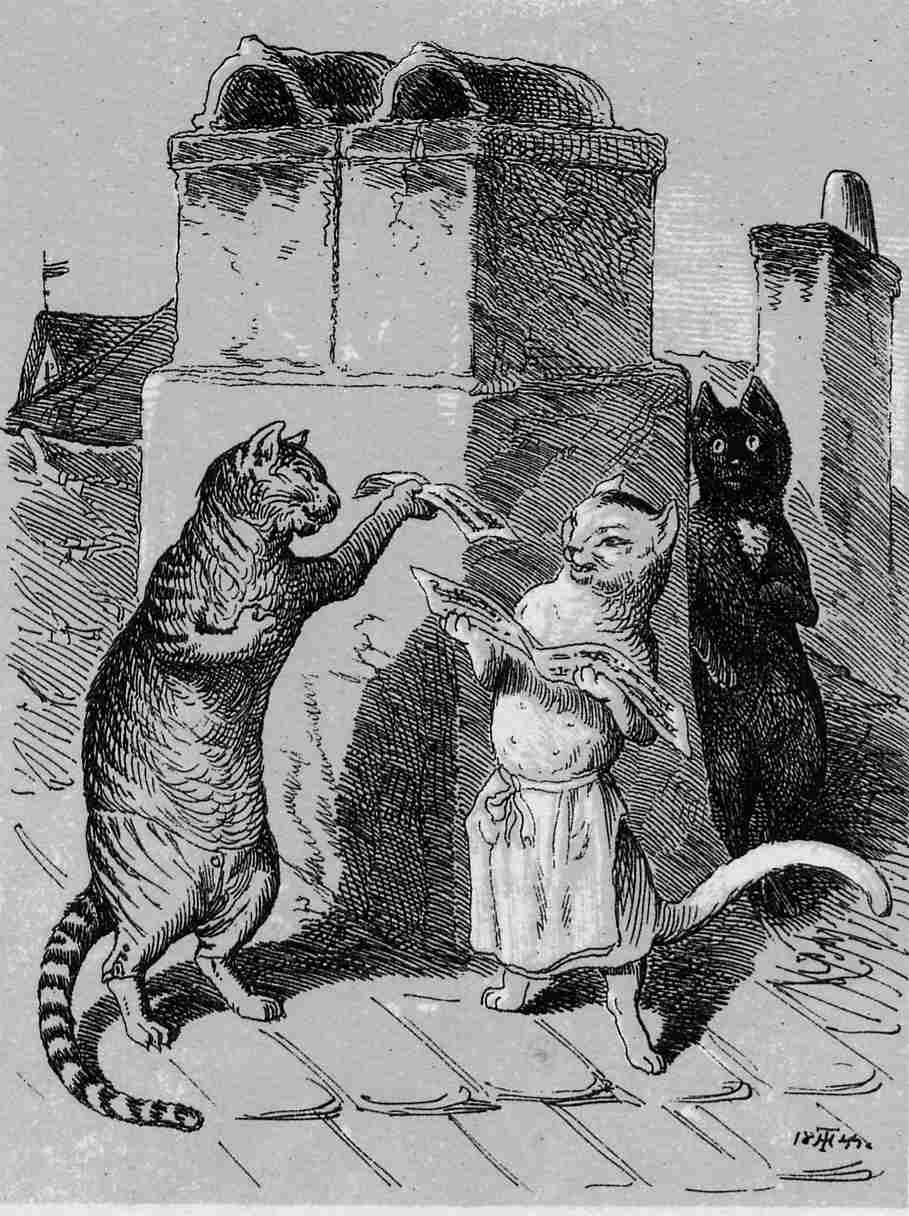
Murr, Sängerin Miesmies und Muzius (Theodor Hosemann)
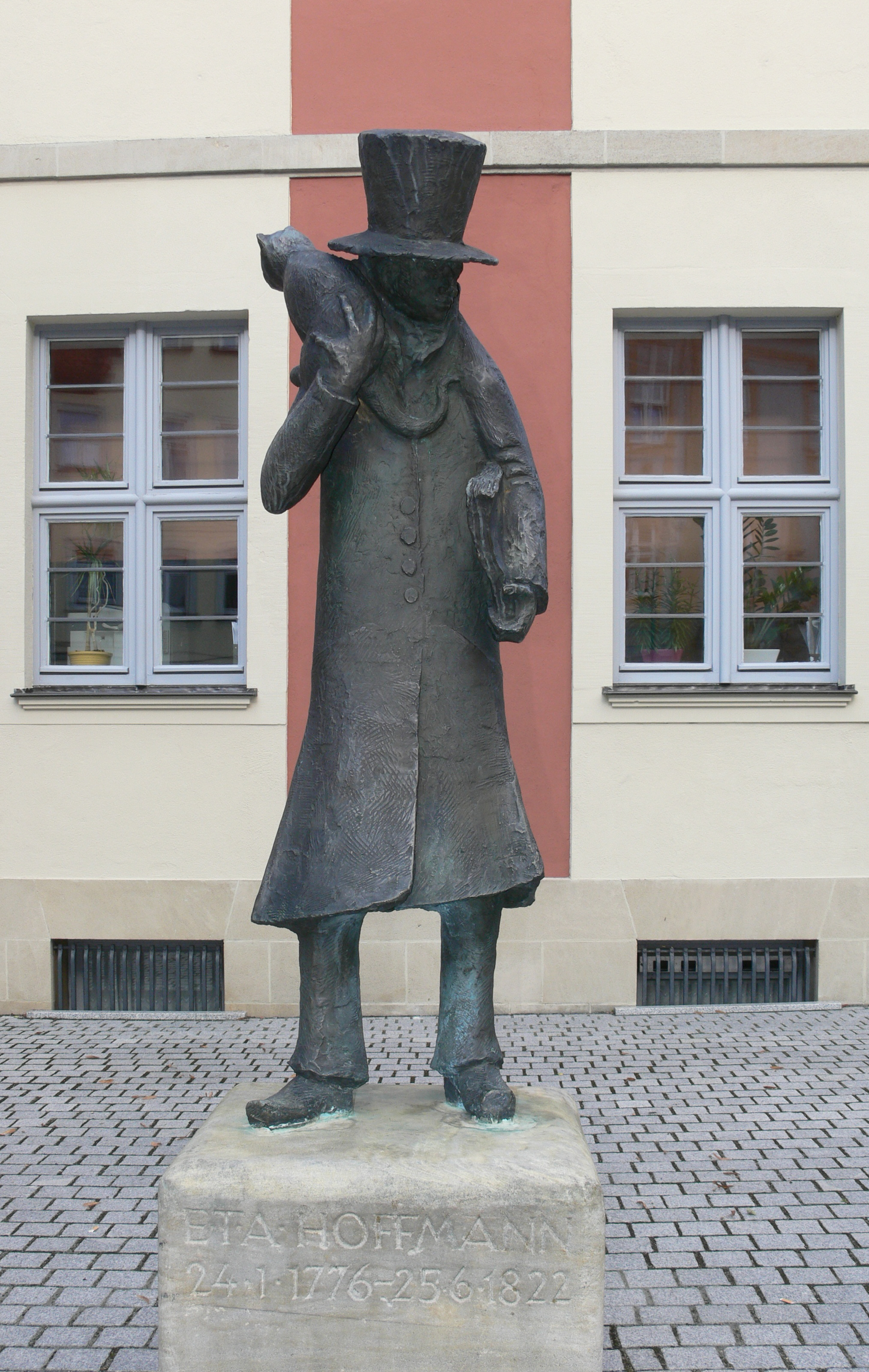
Hoffmann mit Kater Murr
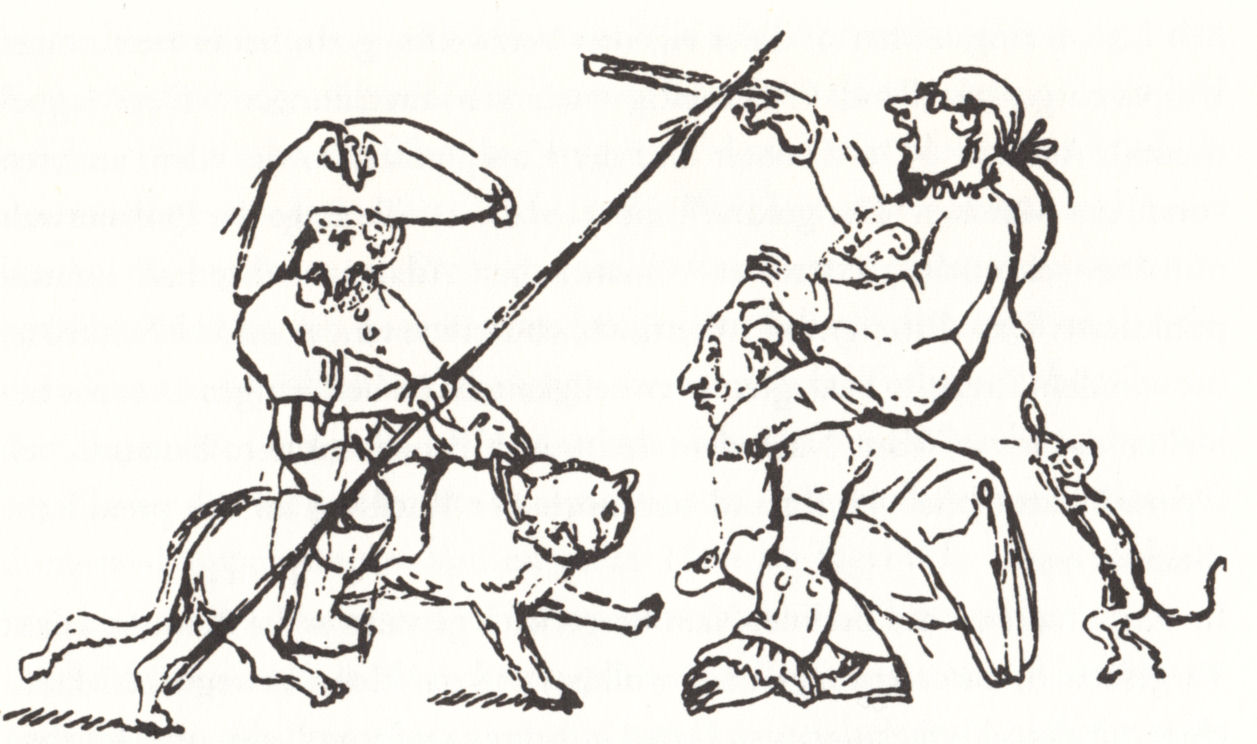
Hoffmann, auf dem Kater Murr reitend, kämpft gegen die Bürokratie.

## Figuren

### Kater Murr
Selbstgefällig kündigt Murr sein Ziel bereits im Vorwort an: „Mit der Sicherheit und Ruhe, die dem wahren Genie angeboren, übergebe ich der Welt meine Biographie, damit sie lerne, wie man sich zum großen Kater bilde“. Im Gegensatz zu Kreisler besitzt Murr die bürgerliche Behäbigkeit und Eitelkeit, die laut Hoffmann dem wahren Genie gerade fehlt. In satter Umständlichkeit präsentiert er – gleichsam als Parodie auf die in Goethes Wilhelm Meister vorgeführte Anreicherung des Subjekts mit Welterfahrung – sein Leben als einen sich permanent steigernden Prozess, bei dem Bildung „zu einer Art geistig-seelischer Feistigkeit“ gerät, angemessen dem Kopf ihres Besitzers, von dem Kreisler behauptet, „er sei hinlänglich dick, um die Wissenschaften zu fassen“.
Mit seinem schriftstellernden, wie ein Mensch sprechenden und agierenden Kater setzt Hoffmann die Tradition der Tierdichtung fort, wie sie ihm seit den Fabeln von Äsop und den mittelalterlichen tierbîspeln bis hin zu den Fabeln von La Fontaine bekannt war. Murr selbst nennt die Märchenfigur Der gestiefelte Kater seinen literarischen Ahnherren, die den Zeitgenossen durch das gleichnamige Theaterstück (1797) von Ludwig Tieck sowie den 1812 erschienenen Der gestiefelte Kater der Brüder Grimm vertraut war. Gottfried Keller wird mit Spiegel, das Kätzchen, Walter Moers mit Echo, dem Krätzchen die Reihe der sprechenden Katzen weiterführen.

Die Figur des Kater Murr hat übrigens neben den literarischen Vorläufern auch ein reales Vorbild: Hoffmanns eigenen Kater gleichen Namens. Als dieser am 30. November 1821 (nach Vollendung des zweiten Murr-Bandes) starb, verfasste Hoffmann für ihn eine private Traueranzeige, die bis heute überliefert ist.

### Kapellmeister Johannes Kreisler
Anders als Murr verkörpert Kreisler den wirklich genialen Künstler. Als Musiker vertritt er die realitätsfernste aller Künste, die seiner Forderung nach schöpferischer Autonomie und nach dem „reinen Ausdruck des Innern“ am ehesten entspricht. Da ist es nur konsequent, dass diejenige Musik, die er allein als Ausdruck der Unendlichkeit gelten lässt, religiöse Musik ist und er als typischer Romantiker Kunst und Religion miteinander verschmelzen lässt.

So fragmentarisch die Aufzeichnungen über ihn, so zerrissen und umhergetrieben sind auch sein Charakter und sein Leben, die bezeichnenderweise keine eigene geschlossene Autobiographie erlauben, sondern allenfalls eine zerstückelte, in bloß zufällig zusammengewürfelten Makulaturblättern überlieferte Herausgeber-Biographie. „Der Enthusiasmus, das idealistische Streben, das Leiden an der Realität, kurz das Unbedingte und Exzentrische der Künstlerexistenz ist für Hoffmann das Gegenprinzip jenes pedantisch sich selbst bespiegelnden Ordnungssinnes [Murrs], der sich zur Fiktion einer autobiographischen Kontinuität versteigt.“

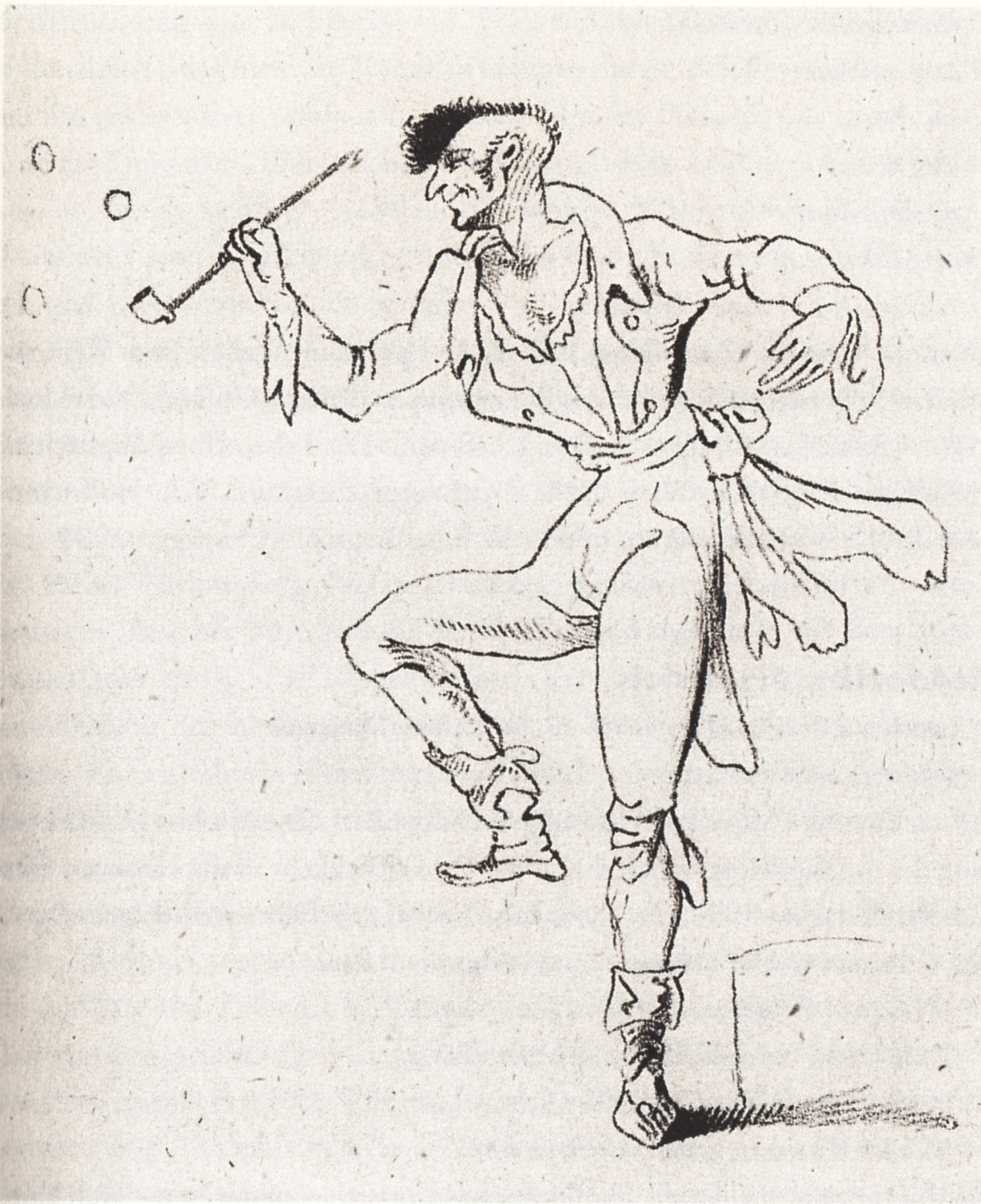
Kapellmeister Kreisler tanzt im Wahnsinn, Zeichnung von E. T. A. Hoffmann

Den Namen hatte Hoffmann zunächst als Pseudonym verwendet. Er unterschrieb musikalische Rezensionen in der Leipziger Allgemeinen Zeitung, für die er seit 1809 tätig war, mit Johannes Kreisler, Kapellmeister. Hoffmanns literarischen Lesern war die Figur bereits aus den dreizehn Erzählungen der Kreisleriana bekannt, die 1814/15 im Rahmen der Fantasiestücke in Callots Manier erschienen. Berühmt wurde der Kapellmeister jedoch erst mit Kater Murr.
Der Hoffmannsche Kreisler wurde 1838 dann Titelgeber der Kreisleriana, eines Zyklus von acht Klaviersätzen, die, von Robert Schumann (Op. 16) komponiert, zum Schlüsselwerk der romantischen Klaviermusik wurden. Sie charakterisieren in ihrem Reigen wiederkehrender Themen und Motive das Verhalten des von Hoffmann geschaffenen wunderlichen Kauzes. Zudem nannte der Kabarettist Georg Kreisler, hierauf augenzwinkernd Bezug nehmend, 1971 eines seiner Alben Kreisleriana.
Mit „Kreisler jun.“ signierte schließlich auch der 20-jährige Johannes Brahms sein erstes veröffentlichtes Kammermusikwerk, das H-Dur-Trio op. 8. Er zeigt in dieser Hommage an Clara Schumann seine weniger typische Seite: die des schwärmerischen Jünglings – nach Art von Hoffmanns Kunstfigur.
Nach „Kreisler“ war in Königsberg die Straße von der Französischen Straße zum Platz der Burgkirche benannt.

### Der „Herausgeber“ E.T.A. Hoffmann
Der Roman beginnt mit einer Herausgeberfiktion, die diese romantische Form aufgreift und erweitert. Die literarische Technik des Autors, sich in seinem Roman nur als Herausgeber der Texte vorzustellen, war bereits früheren Epochen bekannt, verbreitet sich jedoch besonders zur Zeit der Romantik: Wir finden sie u. a. beispielsweise in Laurence Sternes  Sentimental Journey oder in Brentanos Godwi. Während man es in den meisten Fällen aber mit einer plausiblen Fiktion zu tun hat, sodass häufig wirkliche Editoren von der zeitgenössischen Kritik als die eigentlichen Autoren angesehen wurden (so Wieland für Sophie von La Roches Geschichte des Fräuleins von Sternheim oder Schlegel für Dorothea Veits  Florentin), zeichnet die Murr’sche Herausgeberfiktion vor allem ihr absurder Witz und ihre Unglaubwürdigkeit aus: nicht nur, dass der Autor hier ein Tier sein soll, er wird auch noch bald durch bösartige – aus Versehen mit abgedruckte – Publikumsbeschimpfungen charakterisiert. Der Herausgeber E.T.A. Hoffmann ist also mitnichten mit dem Autor gleichen Namens gleichzusetzen, da er in der gleichen fiktiven Welt existiert, in der es auch einen Kater gibt, „der Geist, Verstand besitzt, und scharfe Krallen“.

## Form
Fast alle Werke Hoffmanns leben vom Gegensatz zwischen künstlerischer Subjektivität und objektiver Realität. Die einerseits geniale, andererseits dämonische Innerlichkeit des schöpferischen Menschen führt bei seinen Figuren immer wieder zu Problemen und endet in Leid, Zerstörung, ja Wahnsinn. Gerade daraus aber bezieht ihre kreative Phantasie ihre innovative Qualität. Das spiegelt sich auch in der Form des Romans.
Bereits der Titel weist auf die arabeskenhafte Verschlungenheit der beiden Lebensgeschichten und deren komplexe Verschränktheit in Form zahlreicher inhaltlicher Bezüge als konstitutives Bauprinzip des Romans hin. Die Darstellung von Murrs Autobiographie, die vollständig, in chronologischer Ordnung und in logisch aufeinanderfolgenden Episoden mitgeteilt wird, steht im Gegensatz zur Schilderung der romantischen Künstlerbiographie, die zeitlich ungeordnet und lückenhaft vermittelt wird.

Unterschiede bestehen außerdem bezüglich des Umfangs, den die beiden ungleichen Biographien innerhalb des Romans einnehmen: Während Murrs Geschichte gerade einmal ein Drittel des Raumes einnimmt, weitet sich das überaus verwickelte Schicksal des Kapellmeisters auf die übrigen zwei Drittel aus. Trotzdem bleibt der zerrissene Charakter Kreislers weitgehend undurchsichtig, während die von Hybris strotzenden »Lebensansichten« des Katers in ihrer manchmal bis zur Banalität reichenden Einfachheit relativ konsistent dargeboten werden.
Im Aufbau ähnelt Kater Murr Goethes Roman Wilhelm Meisters Lehrjahre, aber auch Friedrich Nicolais Das Leben und Meinungen des Herrn Magister Sebaldus Nothanker und Laurence Sternes Tristram Shandy.
Der Roman arbeitet mit zahlreichen literarischen Anspielungen, da sich sowohl Murr als auch Kreisler in ihren Aufzeichnungen gerne als überaus gebildete Personen auszuweisen bemüht sind. Die von manchen Forschern vertretene Ansicht, man könne jene literarischen und philosophischen Zitate losgelöst von ihren beiden Protagonisten betrachten, lässt jedoch deren spezifische Charakterzeichnung außer Acht. Insbesondere die ironische, teils sarkastische Überzeichnung des Katers als eines höchst eitlen und selbstgefälligen Schwärmers, bleibt dabei unberücksichtigt: Er kennt zwar viele Dichterverse, setzt diese jedoch äußerst ungeschickt gerade so ein, dass seine negativen Seiten beleuchtet werden. Amüsant für den Leser, verbindet Murr mühelos das Behagen über Heringstöpfe mit lyrischem Tiefsinn. Hoffmanns Anliegen und Kunst ist es aufzuzeigen, dass übertriebener Enthusiasmus noch lange keinen Künstler macht – ein zentrales Thema, das der Autor bereits in seiner Erzählung Der Sandmann von 1816 behandelt hat.
Kater Murr steht in der Tradition der humoristischen Romane. Er ist somit wesentlich von Satire, Ironie und Parodie geprägt.

### Satire
Die Satire überwiegt in den Murr-Passagen: Seitenhiebe auf Kunstbetrieb, Wissenschaft, bürgerliche Gesellschaft bis hin zur aktuellen Politik prägen diese Textabschnitte. Bereits im Vorwort des Romans führt sich Hoffmann selbst als Herausgeber ein, der „den Kater Murr persönlich kennengelernt und in ihm einen Mann von angenehm milden Sitten“ gefunden haben will. Schon hier – es folgt ein doppeltes „Vorwort“ des Katers, dem noch einmal ein Nachsatz des Herausgebers angehängt ist – kennzeichnet Hoffmann das dann Folgende als Satire: Nicht nur, dass die Aufzeichnungen eines Katers vorliegen und auch einen Herausgeber finden, der Kater wird obendrein als „Mann“ und zudem als einer mit „milden Sitten“ über das zu Erwartende hinaus vermenschlicht.

### Ironie
In den Kreisler-Passagen finden sich ebenfalls satirische Angriffe auf die Gesellschaft. Die hier beschriebenen Gepflogenheiten am Hofe des Duodezfürsten Irenäus richten sich vor allem gegen die adeligen Sitten seiner Zeit. Ihre Ironie ist das Mittel, mit dem sich Kreisler, ein Künstler, der in hohem Maße an der Profanität der bürgerlichen Welt und ihrer so genannten Philister leidet, gegen das von ihm als unerträglich groß empfundene Gefälle zwischen Wirklichkeit und Künstlerideal zu wappnen versucht. „Um dem Ansturm der Realität überhaupt noch standzuhalten“, lässt der Autor seine Phantastik bis an die Grenzen des Surrealen gehen und dort „in schmerzlicher Ironie“ als abwegig brechen.
Obwohl der Kater Murr erst in den zwanziger Jahren des 19. Jahrhunderts erschien, ist er der Romantheorie der Frühromantik verpflichtet, die Hoffmann eifrig rezipierte. Dementsprechend wird er sinnvollerweise mit der Schlegelschen Romantheorie (Universalpoesie) gedeutet, in der die Kategorie der Ironie eine entscheidende Rolle spielt.

### Parodie
Hoffmanns Roman parodiert sowohl den Künstler- als auch den Entwicklungsroman, sprengt aber die Grenzen dieser Formen und wird so zu einem vielfältig gebrochenen Gesellschaftsroman. Andere Forscher vertreten die Ansicht, dass allenfalls die Biographie des Katers als eine Persiflage der bürgerlichen Bildungsidee und des Geniegedankens der Klassik überzeugend aufbereitet wird, die Bedeutung des Künstlerromans um Kreisler jedoch zu kurz kommt.

### Autobiographie
Es wurde behauptet, der „Kater Murr“ trüge stark autobiographische Züge. Die Geschichte legt nahe, dass Hoffmann während des Studiums an der Albertus-Universität Königsberg einer studentischen Korporation angehört und mindestens ein Duell auf Stoß (in der Murr-Novelle „auf Biss“) ausgetragen hat.

### Traditionslinie, Rezeption
Hoffmann schöpfte aus einer reichen Traditionsgeschichte, die Tiere als Hauptakteure verwendet, bekannt als Fabel. Auch auf Tiecks Komödie Der Gestiefelte Kater griff er zurück, die wiederum auf dem Märchen Le chat botté von Charles Perrault basiert. Hoffmanns „Murr“ zog eine Reihe von sprechenden Katergestalten nach sich. In der Reclamausgabe des „Kater Murr“ werden folgende Fortführungen genannt:
- In Scheffels Versepos Der Trompeter von Säckingen (1853)[8] beobachtet der Kater „Hiddigeigei“ von einem Turm in Säckingen aus das Treiben der Menschen. In seinem pessimistischen Lebensrückblick ist sein Glaube an die Güte der Menschheit und an die Poesie erschüttert.[9]
- Kellers Märchen Spiegel das Kätzchen (1856) mit dem sprechenden und wie Murr philosophierenden Kater Spiegel steht in der Tradition der Volkssagen vom geprellten Teufel bzw. von Reineke Fuchs, der mit einer Lügengeschichte sein Leben rettet.
- Der namenlose Ich-Erzähler in Natsumes Roman Ich der Kater (1905) lebt bei einem Englisch-Professor und beobachtet ihn und seine Besucher. Er fühlt sich den Menschen durch seine geistige Schärfe und Bildung überlegen und beschreibt in satirischem Ton ihr Verhalten. Der Autor erwähnt in einem Exkurs Hoffmanns Kater Murr.
- Christa Wolfs Erzählung weist schon mit ihrem Titel Neue Lebensansichten eines Katers (1970) auf ihre Vorlage hin. Der Ich-Erzähler, Kater Max, bringt die Zettelkästen seines Herrn, eines Professors für angewandte Psychologie, durcheinander, mit dem dieser seinen Computer füttert, um mit Hilfe der Kybernetik die Menschheit mit dem System der maximalen körperlichen und geistigen Gesundheit (SYMAGE) zu beglücken.

## Ausgaben
- Lebens-Ansichten des Katers Murr nebst fragmentarischer Biographie des Kapellmeisters Johannes Kreisler in zufälligen Makulaturblättern. 2 Bände. Dümmler, Berlin 1820–1822 [recte 1819–1821]
- Lebens-Ansichten des Katers Murr. In: Carl Georg von Maassen (Hrsg.): Sämtliche Werke. (10 Bände) Band 9/10. G. Müller, München 1928.
- Lebensansichten des Katers Murr. In: Poetische Werke. (12 Bände) Band 9. de Gruyter, Berlin, 1960.
- Kater Murr. Meister Floh. Letzte Erzählungen. In: Hannsludwig Geiger (Hrsg.): Sämtliche poetischen Werke. Deutsche Buch-Gemeinschaft, Berlin/Darmstadt/Wien 1963.
- Lebensansichten des Katers Murr. In: Gesammelte Werke in Einzelausgaben. Band 6. Aufbau-Verlag, Berlin/Weimar 1981.
- Lebens-Ansichten des Katers Murr. In: Hartmut Steinecke (Hrsg.): Sämtliche Werke. (6 Bände) Band 5. Deutscher Klassiker Verlag, Frankfurt 1992, ISBN 3-618-60895-0.
- Lebens-Ansichten des Katers Murr. Roman. Artemis und Winkler, Düsseldorf 2006, ISBN 978-3-538-06315-0.
- Lebensansichten des Katers Murr. E-Book bei Projekt Gutenberg.